# Jim Wynn
„Big“ Jim Wynn (* 21. Juni 1912 in El Paso; † 1977) war ein US-amerikanischer Musiker (Saxophon) und Bandleader des Jump Blues und Rhythm & Blues, der an der Westküste der Vereinigten Staaten aktiv war.

## Leben und Wirken
Wynn wuchs in Los Angeles auf und lernte zunächst Klarinette, bevor er zum Tenorsaxophon wechselte. Seine professionelle Karriere begann er bei Charlie Echols; er war dann Begleitmusiker bei zahlreichen Plattensessions (u. a. bei Peggy Lee) und gehörte ab den 1940er-Jahren zu den bekannten Figuren der Rhythm&Blues- und Bluesszene an der amerikanischen Westküste; er arbeitete in dieser Zeit u. a. mit T-Bone Walker und Johnny Otis. Er leitete eigene Bands unter verschiedenen Bezeichnungen wie Jim Wynn & His Groove Masters und Jim Wynn and his Bobalibans, mit denen er eine Reihe von 78ern und Singles einspielte wie „Ee-Bobaliba“/„I Want a Little Girl“ (4-Star 1026); weitere Aufnahmen entstanden für die Label Modern, Specialty, Supreme und Mercury Records. Bekannte Titel Wynns waren „Blow Wynn Blow“ (Supreme 1509), „Buzz Buzz Buzz“, „I Don't Want To Cry Anymore“, „Cherry Red“, „’Deed I Do“, „Butter for My Roll“, z. T. mit den Vokalisten „Lord“ Luther Luper, Pee Wee Wiley, Ted Shirley und Claude Trenier. 1953 begleitete er Jimmy Witherspoon („The Last Mile/Back Door Blues“, Federal 12138). In seinen späteren Jahren konzentrierte er sich auf die Tätigkeit als Sessionmusiker auf dem Baritonsaxophon und tourte noch gelegentlich u. a. mit Etta James und Richard Berry. In den 1970er-Jahren trat er noch mit der Johnny Otis Show auf.

## Diskographische Hinweise
- The Chronological Jim Wynn 1945–1946 (Classics Rhythm and Blues Series)
- The Chronological Jim Wynn 1947–1959 (Classics Rhythm and Blues Series)